# Černovice (okres Pelhřimov)
Černovice (Duits: Tschernowitz, soms ter onderscheiding van plaatsen met dezelfde naam Černovice u Tábora genoemd) is een kleine Tsjechische stad in de regio Vysočina, en maakt deel uit van het district Pelhřimov. Černovice telt 1769 inwoners (2023).